# Сергий Измайлов
Архимандрит Сергий (в миру Никифор Борисович Измайлов; 13 марта 1795 — 7 января 1863) — архимандрит Свято-Троицкого Ахтырского монастыря Харьковской епархии Русской православной церкви.

## Биография
Никифор Измайлов родился 13 марта 1795 года в местечке Липцы Харьковского уезда, «сын военного человека»; получил домашнее образование. 
В течение десяти лет Никифор Борисович Измайлов работал продавцом восковых свечей в городе Харькове; в 1829 году просился в Куряжский Преображенский монастырь, но был оставлен при Харьковском архиерейском доме, и там 16 сентября 1832 года был пострижен в монашество с именем Сергия; в том же году 30 ноября рукоположен в иеродиакона, а 29 августа 1833 года был посвящен в иеромонаха. 

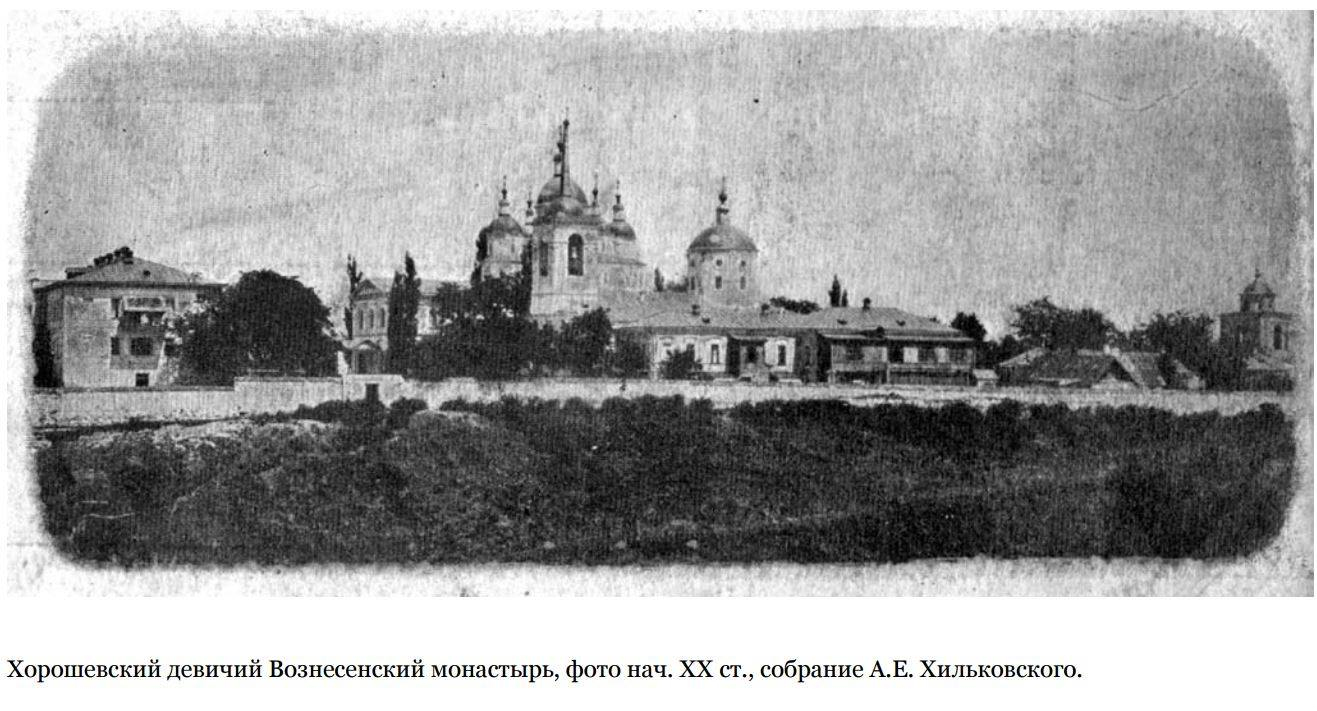
Хорошевский монастырь

16 июля 1838 года Сергий Измайлов был определен духовником по дому архиерейскому и в Хорошевский женский монастырь, а затем назначен благочинным и членом экономического правления.
22—25 декабря 1842 года отец Сергий был назначен строителем и игуменом возобновляемого Свято-Троицкого Ахтырского монастыря, более 50 лет бывшего в запустении. Много трудов и стараний приложил Сергий Измайлов, чтобы воссоздать обитель в надлежащем виде; он за сравнительно короткое время выстроил в обители все, что есть в самых благоустроенных монастырях: каменный корпус и три деревянных для братии, три гостиных для богомольцев, каменный теплый храм и в нем — иконостас, ризы на святых иконах, священные сосуды и ризницу; кроме того приобрел во владение монастыря гору и устроил мельницу. 
1 марта 1853 года Сергий Измайлов был возведен в сан архимандрита, а в 1859 году назначен благочинным всех монастырей Харьковской епархии. Своею благочестивой и трудолюбивой жизнью отец Сергий снискал любовь и доверие прихожан и монастырской братии. Множество обращалось к нему за советами и наставлениями; влияние его как на иноков монастыря, так и на всех приходящих было громадно. 
Сергий Измайлов скончался 7 января 1863 года.